# Askerton Castle
Askerton Castle er en befæstet herregård fra middelalderen i Cumbria, England.
Askerton Castle blev opført i sognet Askerton i Cumbria omkring 1290. Oprindeligt var det bare en herregård, men i slutningen af 1400-tallet tilføjede Thomas Lord Dacre, den anden baron, to krenelerede tårn på hver siden af storsalen, sandsynligvis med det formål at tilføje ekstra beboelseområdet frem for forsvar. Der blev bygget endnu et tårn i det nordvestlige hjørne af ejendommen, men det er siden blevet revet ned. I 1850'erne blev Askerton Castle renoveret af arkitekten Anthony Salvin.
Bygningen er en listed building af første grad.